# 三菱・ギャラン
ギャラン (GALANT) は、三菱自動車工業が製造・販売していた普通乗用車。日本では2005年まで販売された。

## 概要
Dセグメントに属する三菱自動車の乗用車。日本では1969年から2005年まで8代にわたり生産・販売された他、北米やアジア市場では日本にはない9代目モデルが2013年まで販売されていた。また、日本では2007年販売型の国外向けランサーに相当する車両がギャランフォルティスとして2007年8月から2015年3月まで販売されていたほか、2015年から2017年まではブルネイでギャランフォルティススポーツバックに相当するモデルがギャランの車名を名乗っていた。
本稿ではセダンを中心に記述する。また、この項目では以下のモデルについても便宜上記述する。
- コルト ギャラン（COLT GALANT）
- ギャランΣ（ギャラン シグマ、GALANT Sigma）
- ギャランΣハードトップ
- ギャラン スポーツ（GALANT SPORTS）

なお、クーペ仕様のギャランGTO、ギャランクーペFTO、ギャランΛについては当該項目を参照のこと。

## 初代 (1969年 - 1973年) A51/52/14/16/17L型
- 1969年12月、「コルトギャラン」の名で発売。コルト1500の後継となる新型4ドアセダンとして、「ギャラン」のサブネームが初めて与えられた。 エクステリアデザインは、社内案とジョルジェット・ジウジアーロ案とのデザインコンペティションで両提案モデルを比較検討した結果、自動車事業部長、久保富夫の裁定でダイナミックなデザインの社内案をベースとすることとなり、その後三橋慎一を中心とする社内チームでジウジアーロ案の洗練された面や線のディテールを参考にするなどして仕上げられた[1][2][3]。 当時としては流行の先端をいく“ダイナウェッジライン”を採用した斬新なスタイルが評判を呼び、大ヒットとなった。前面は角型2灯スタイルを採用。1.3 LSOHCエンジン (4G30) を積んだAIシリーズと1.5 L SOHCエンジン (4G31) のAIIシリーズの2本立が基本で、それぞれ4車種、3車種、合計7車種のバリエーションで構成された。のちにエステートバンの前身である「エステートV」も登場する (3ドアと5ドアの2種類) 。スペシャリティーカーのギャランGTOは1970年に発売された。

- 1970年5月 2ドアハードトップ追加。1.5 LのAIIシリーズに設定されカスタム/カスタムL/GSの3グレード。カスタムLにはAT車も設定された。そのスタイリッシュなシルエットが好評で迎えられ、やがて対米輸出も行われた。
- 1971年3月 全モデルマイナーチェンジで丸型4灯ライトへ。
  - 9月 セダンのマイナーチェンジ/排気量アップで14L (4G33) /16L (4G32) へ/インパネのデザイン変更/AIIカスタムL→16L GL・AIスポーツ→14L SLに改称。
- 1972年9月 16L GS-5 (5速MT) と14L・GLを追加。
- 1973年1月 ハードトップGSは17L (4G35・1.7 L) へ。
  - 3月 セダン16L MCA (50年排出ガス規制対応) 追加。

## 2代目 (1973年 - 1977年) A112/114/115/117型
1973年6月登場。「コルト」の冠が外れて「ギャラン」の単独ネームとなり、車体も大型化された。通称は「ニューギャラン」。ボディ形状は4ドアセダン・2ドアハードトップ・5ドアライトバンの3種。バンのサブネームは「エステートバン」に改称。
エンジンは16Lから引き継いだ1,600 ccサターン (4G32) と、新開発の1,850 ccおよび2,000 ccのアストロン2種 (前者が4G51、後者が4G52) を搭載。1600には通常のガソリンエンジンの他、EMAOと称するサーマルリアクター付排気ガス対策仕様のCA-II (排気ガス規制自体には適合していなかった)、タクシー用LPG仕様の3種に細分化される。1850と2000にはシングルキャブとツインキャブがそれぞれ用意され、合計7種のエンジンラインナップがあった。
デザインは先代のイメージを引き継ぎつつも曲面を多用したものになり、ボディサイズも大幅に拡大。ホイールベースは先代と同じ数値 (2,420 mm) ながら同年2月に発売されたランサーとの棲み分けから、居住性を重視した内容になっていた。足回りのセッティングもソフトにされた結果、先代にあった走りのイメージは大幅に薄れてしまった。ただし、当時の日本車で流行した曲面を多用したデザインは採用せず、セダン・ハードトップ共に後方視界が良かった。また、伝統のチルトステアリングのほかにランバーサポートを初採用し、適切なシートポジションが取れることをカタログや広告などで謳っていた。
しかし、初代と比べてデビュー当初からインパクトに欠けていたため、売上は芳しいものではなく、加えて発売直後に起こったオイルショックにより、ニューギャランの販売台数は壊滅的な打撃を受けた。
1974年にはCA-IIが昭和50年排出ガス規制 (A-) に適合、名称もMCAとなる。
1975年には1600SL-5をベースに丸目2灯ヘッドランプ・サイドストライプを採用した、1600GT・SL-5 (これが正式呼称) をシリーズに加える。
同年11月には主力モデルが50年排出ガス規制を乗り越え、翌51年の排出ガス規制 (B-) をクリアするなど積極的な販売促進策を採ったが、売り上げは好転せず、個人向けセダンは1976年5月にギャランΣに引き継がれる形でモデルチェンジした。ただし、ライトバンとタクシー用LPG仕様車は1977年8月まで継続販売されていた。2ドアハードトップは1976年11月にギャランΛに引き継がれる形でモデルチェンジした。

## 3代目 (1976年 - 1980年) A121/122/123/131/133型
- 1976年5月発売。「Σ」のサブネームが付き、当時の国産車にはないヨーロピアン調デザインを意識したスタイリッシュな4ドアセダンとなる。エクステリアデザインは三橋慎一率いる社内デザインチームによるもの[4][5]。エンジンは1.6 L (サターン・4G32型SOHC) と1.85 L (アストロン80・4G51型SOHC・サイレントシャフト付) と2.0 L (アストロン80・4G52型SOHC・サイレントシャフト付) の3種類。
- 1977年2月、一部改良。全車フェンダーミラーがタルボ型に統一 (後述する教習車仕様は除く)。ツインキャブレター仕様の「1600GS」を除く、1.6 L車のエンジンがこれまでの4G32からサイレントシャフト付・タイミングゴムベルト駆動・MCA-JETシステム装備・昭和53年度排出ガス規制適合のG32Bに換装。同時に最廉価グレードの名称が「1600カスタム」が「1600L」に改名される。同時に2000シリーズの「2000スーパーサルーン」および「2000GSR」のブレーキが4輪ディスクブレーキ化されホイールがそれぞれ13インチから14インチに大型化される。
- 1977年8月、一部改良。エステートバンをフルモデルチェンジ。このエステートバンに搭載されるエンジンは普及グレードには4G32型が用意され最上級グレードの「2000スーパーエステート」には4G52型が用意される。またセダンには新たに「2000GSLスーパー」と1600シリーズとしては最上級グレードとなる「1600SLスーパー」がそれぞれ追加。これと引き換えにセダンの1850シリーズ全車、および昭和53年度排出ガス規制をクリアすることができなかったセダンの1600シリーズの「1600GS」がそれぞれ廃止され、全てプロペラシャフトが3分割式から4分割式のものに統一される (エステートバンを除く2000シリーズは登場当初から全て4分割式のプロペラシャフトが用いられている)。セダン2000シリーズ(除GSR)が全てMCA-JETシステムに対応し昭和53年度排出ガス規制に適合、エンジン型式G52B。
- 1978年3月、「2000GSR」の廃止。また、カープラザ店設置に伴い姉妹車のギャランΣエテルナ[注釈 2]発売。エクステリア上の相違点はオリジナルが丸形4灯シールドビーム式ヘッドランプに対し、こちらは異形角型2灯式ヘッドランプを採用している点などが挙げられる。
- 1978年10月、マイナーチェンジ。全車にSAE規格の角形4灯式ヘッドランプが採用され、リアコンビネーションランプも大型化。フロントノーズがセミスラント化。「1600SLスーパー」および「2000GSL」以上の2000シリーズには衝撃吸収式の大型ウレタンバンパーが採用される。

教習車仕様には北米仕様と同一の大型バンパー、およびエンジン回転計 (タコメーター) を標準で装備しており、クラッチ操作においてエンジン回転を目安にしやすく初心者には好評であった。
なお、歴代のギャランシリーズで最も販売台数が多かったのはこの3代目 (初代ギャランΣ) である。そのヒットは当時の三菱自動車を業界3位へ躍進させるきっかけになった。また三菱のイニシャル“M”を模したエンブレムは、このモデルから始まった。

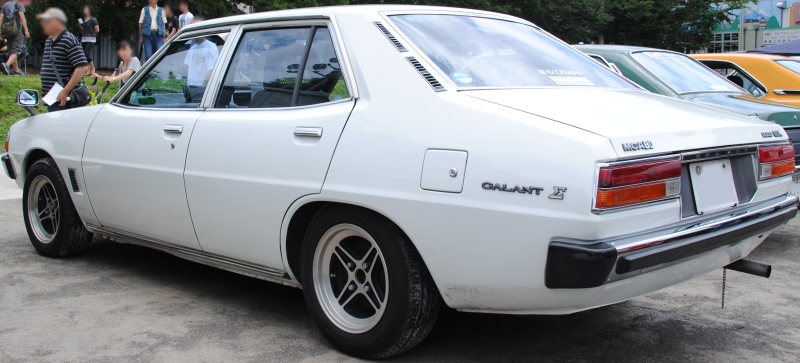
前期型セダン 2000GSL (リア)
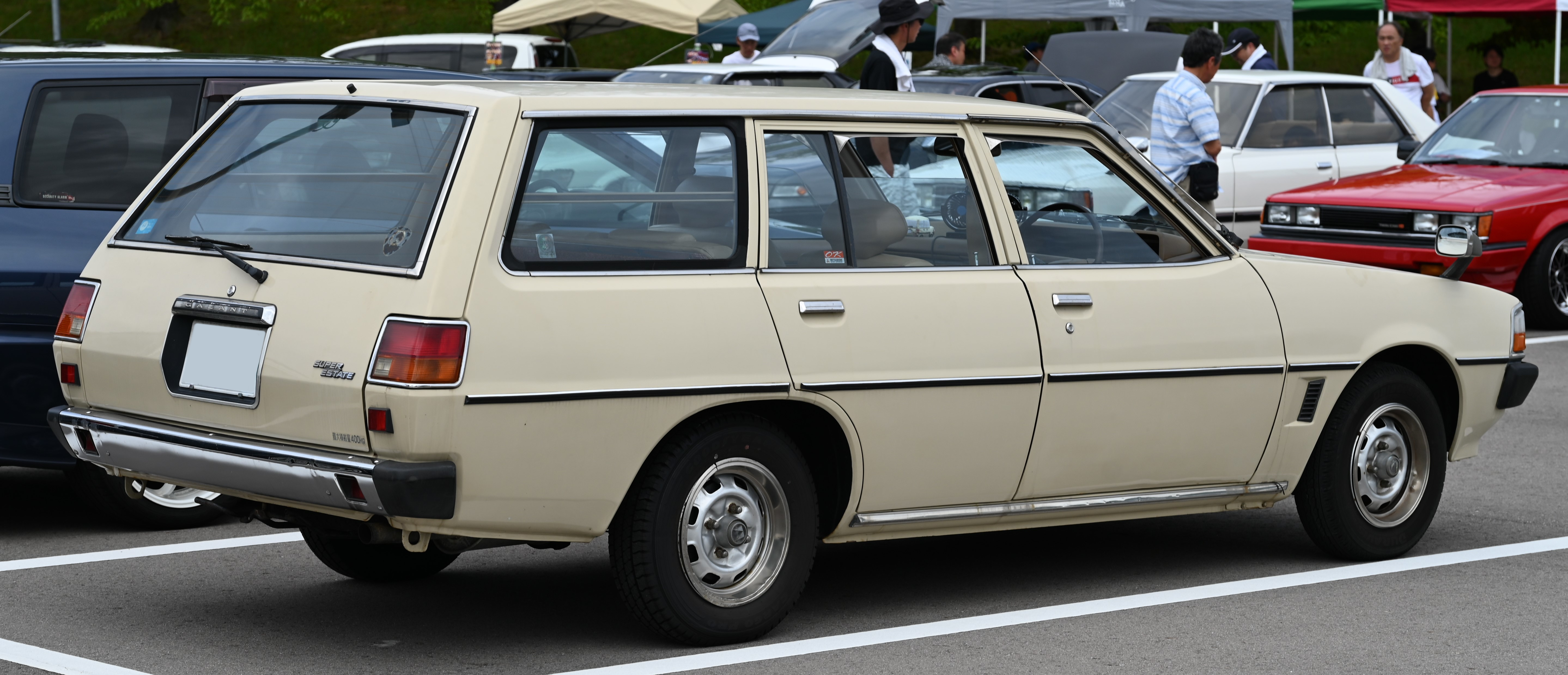
前期型エステートバン (リア)
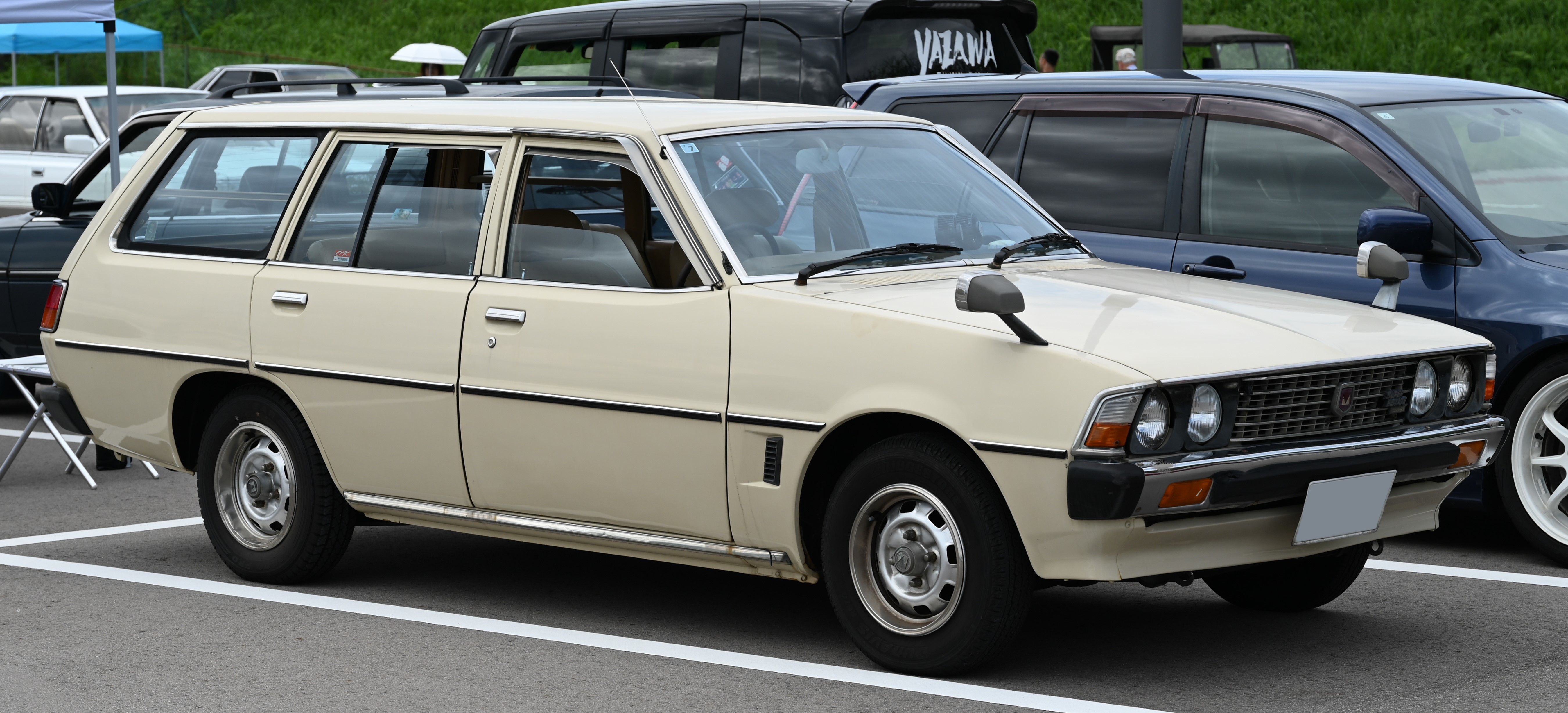
前期型エステートバン 2000スーパーエステート (1977年8月 - 1978年10月)
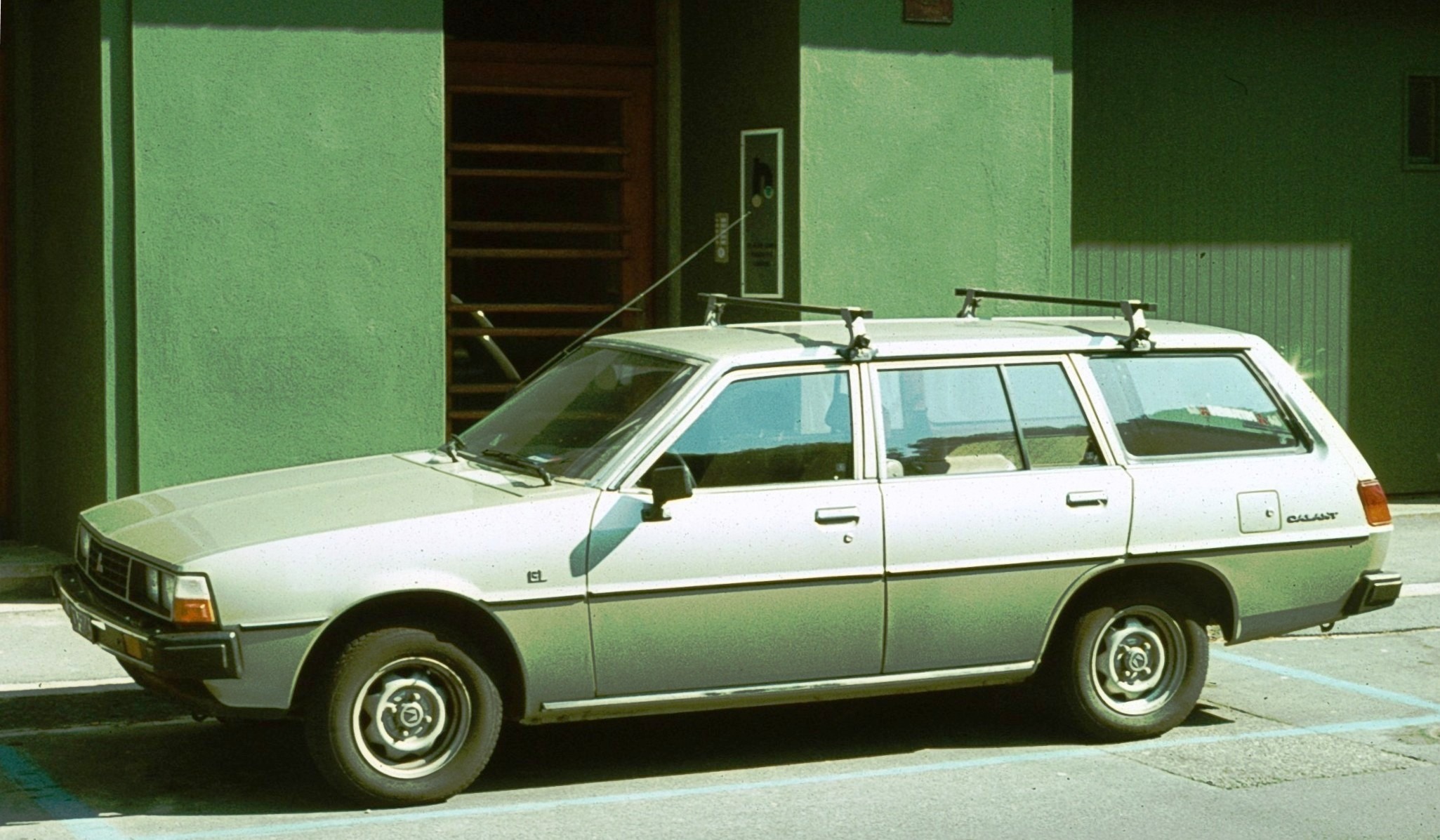
後期型ステーションワゴン (海外専売・1978年 - 1980年)

## 4代目 (1980年 - 1985年) A161/162/163/164/167A型
1980年5月、フルモデルチェンジ。人気の高かった先代の直線基調イメージを色濃く残しながらも、空力性能を向上したスラントノーズが特徴でもあった。スタイリングは先代モデルのテーマを継承しているが、クリーンでシンプルな面構成、フォグランプ内蔵のヘッドライトやスラントノーズと一体化されたチンスポイラーなど、先代同様に当時の欧州車の流行を取り入れたものでより洗練されている。エンジンは1.6 Lサターン80・86 PS (G32B) 、1.85 Lシリウス80・100 PS (G62B) 、2.0 Lシリウス80・110 PS (G63B) 、2.3 Lアストロンディーゼル・75 PS (4D55) の設定で競合車種に三菱も合流し、競合車種にいち早く2.3 Lアストロンディーゼルターボ・95 PS (4D55) を搭載しハイパワー化と省エネ時代に挑んだ。
当時のエンジンとしてはかなり強力なトルクを発生した2.0 Lガソリン車とディーゼルエンジン車のMTには、クラッチの繋がりをよりマイルドにする目的で、フルードカップリングが採用された。このためシフトパターンは通常の5速パターンにATと同じPポジションが追加された特殊なものとなっている。
また電子技術の発展による装備品のクオリティもこのクラスでは考えられないものがあり、VELNAS (ベルナス) と呼ばれるドライブコンピュータ (ストップウォッチ・平均速度・燃費・燃料消費量が表示できた)、後席パワーリクライニングシート、リヤに密閉式ボックス型エンクロージャーのDIATONEスピーカーシステムを備えたカーオーディオ・さらに最上級グレードの2000ロイヤルには本革シート装着車もあった。
タクシー仕様も設定され、エンジンは1.8 L LPG (G62B) と2.3 Lディーゼルの2種類。1984年7月まで生産。エステートバン (車体は先代をキャリーオーバーし、フロント周辺のみ4代目と共通にしたもの) も設定され、1.6 LにLとGL、2.0 Lに2000スーパーエステートの3種類を設定。1985年2月に新型ミラージュ/ランサーバンに合流した。CMには高倉健が出演していた。
- 1980年11月、2.0 Lガソリンターボ車追加。電子制御噴射装置の組み合わせで145 PSまでパワーアップ。
- 1981年4月、ターボ車 (ガソリン・ディーゼル共に) AT車追加。
- 1981年11月、マイナーチェンジ。バンパーガードを装着しリヤバンパーの中央にナンバープレートを移動。2.0 Lガソリンエンジン車にECIターボ搭載車を拡大設定。
- 1982年11月、新たに1.8 Lにスーパーサルーンターボと、バックソナーを装備した1800GLサルーンAD登場。
- 1983年9月、先代のキープコンセプトだったことによる販売不振のため、わずか3年4か月でFF方式に変更された3代目ギャランΣにフルモデルチェンジ。ただし、セダンのLPGエンジンを搭載したタクシー向けモデルは1984年10月まで継続販売され、エステートバンは1985年2月にミラージュ/ランサーバンと統合されるまで継続販売された。

## 5代目 (1983年 - 1999年) E12/13/15/17A型
- 1983年8月 フルモデルチェンジ。駆動方式がFFに変更される。エンジンはG63B (T/C付)、G63B、G62B (T/C付)、G37Bの4種類で、グレードは17類別。G63Bには世界で初めてオートラッシュアジャスタを採用した。CMは先代に引き続いて高倉健が出演 (前期型のみ)。
- 1984年2月 1800ディーゼルターボ (4D65型シリウスディーゼル搭載) と1600シリーズ追加。
- 1984年6月 2000 ccエンジン搭載のグレード名が、これまでのGSRからスーパーエクシードへと変更された。新開発の可変バルブ機構付G63B型シリウスDASH3×2 (後に「サイクロンDASH3×2」に改名) やSOHC4気筒12バルブインタークーラーターボエンジンを搭載し、最高出力は200馬力 (グロス)。カー・グラフィック1984年8月号のテストデータによると、5速MTで0 - 400 mは16.0秒、0 - 1000 mは29.3秒、最高速度は207.7 km/hで、当時の日産・スカイラインやフェアレディZと直線ではほぼ互角である。ちなみにこのエンジンはスタリオンの2000GSR-Vにも同時搭載されている。
- 1984年10月 ギャランΛの後継車にあたる4ドアハードトップを追加[6]。先代よりも機能性と高級感を向上させた[6]。1990年まで製造され、後のディアマンテ/シグマへと繋がる。ハードトップは1987年よりヨーロッパ市場へ輸出され「三菱・サッポロ」の名前で販売されていた。
- 1984年11月 セダンの2.0 L全車にスーパーエクシードと同じ大型バンパーを装着。「ターボGSR-X」は「エクシードターボ」に改称。
- 従来型で継続生産されていたLPGエンジンのタクシー仕様をフルモデルチェンジ。このモデルは1999年12月まで製造され、主に地方都市を中心に使われ、FF車であったことから特に北海道や東北地方などの積雪地での需要が多かった。
- 1985年 西ドイツゴールデンステアリング賞 (2,000 cc以下部門) を受賞する。
- ギャラン生産累計300万台達成を記念して、特別仕様車「EXE (イグゼ)」が登場。なお、EXEというネーミングは当時三菱自工社員であった篠塚建次郎が「ギャランで行くぜ」という駄洒落から名付けた。以降、「EXE」は7代目までバリュー仕様のサブネームとして登場することになる。
- 1986年2月 セダンのマイナーチェンジ。燃焼室の形状を大幅に見直した新開発のサイクロンエンジンのECIマルチ仕様に換装 (1800ディーゼルターボ全車、2000スーパーエクシード、ハードトップ2000VRは除く)。
- 1986年10月 サイクロンV6 2.0 Lエンジン (6G71型) を搭載。これにより4気筒2.0 Lはターボ車のみの設定となる。同時にハードトップはフェイスリフト。
- 1987年10月 6代目の登場でセダンはラインナップが整理され、V6 2.0 Lと1.8 L LPGタクシー仕様のみとなる。ハードトップはそのまま継続。
- 1988年2月 一部変更。ハードトップはターボ車をシリウスDASH3×2から改称した、サイクロンDASH3×2エンジンのターボ仕様のみにするのと同時に、4気筒1.8 L仕様とサイクロンDASH3×2エンジンのターボ仕様を搭載したVXエクストラを追加。一方、セダン (タクシー仕様を含む) はヘッドランプをSAE規格の角形4灯にリファインすると同時に、フロントグリルを変更。また、サイクロンダッシュ3×2エンジンのターボ仕様車はこれまでの太径シングルエキゾーストパイプから細径デュアルエキゾーストパイプに変更。
- 1989年5月 3ナンバーの税金が安くなったのを理由にハードトップに3.0 L仕様のサイクロンV6エンジンを搭載した「デューク」が追加された。
- 1990年5月 ディアマンテを後継としてハードトップ販売終了。タクシー仕様を一部改良し、サイドドアビームのオプション設定。
- 1990年10月 ディアマンテの姉妹車であるシグマを後継として、2.0 L仕様のサイクロンV6エンジン搭載車を含む個人向けセダンの販売を終了。1.8 Lエンジン搭載のタクシー仕様車のみの生産・販売となる。
- 1992年5月 一部改良。ハイマウントストップランプのオプション設定。
- 1993年10月 一部改良。MMCロゴからMITSUBISHIロゴへの変更およびエアコンに代替フロンを使用。
- 1999年12月 タクシー車市場からの撤退に伴い、デボネアと共にタクシー仕様車の販売を終了。

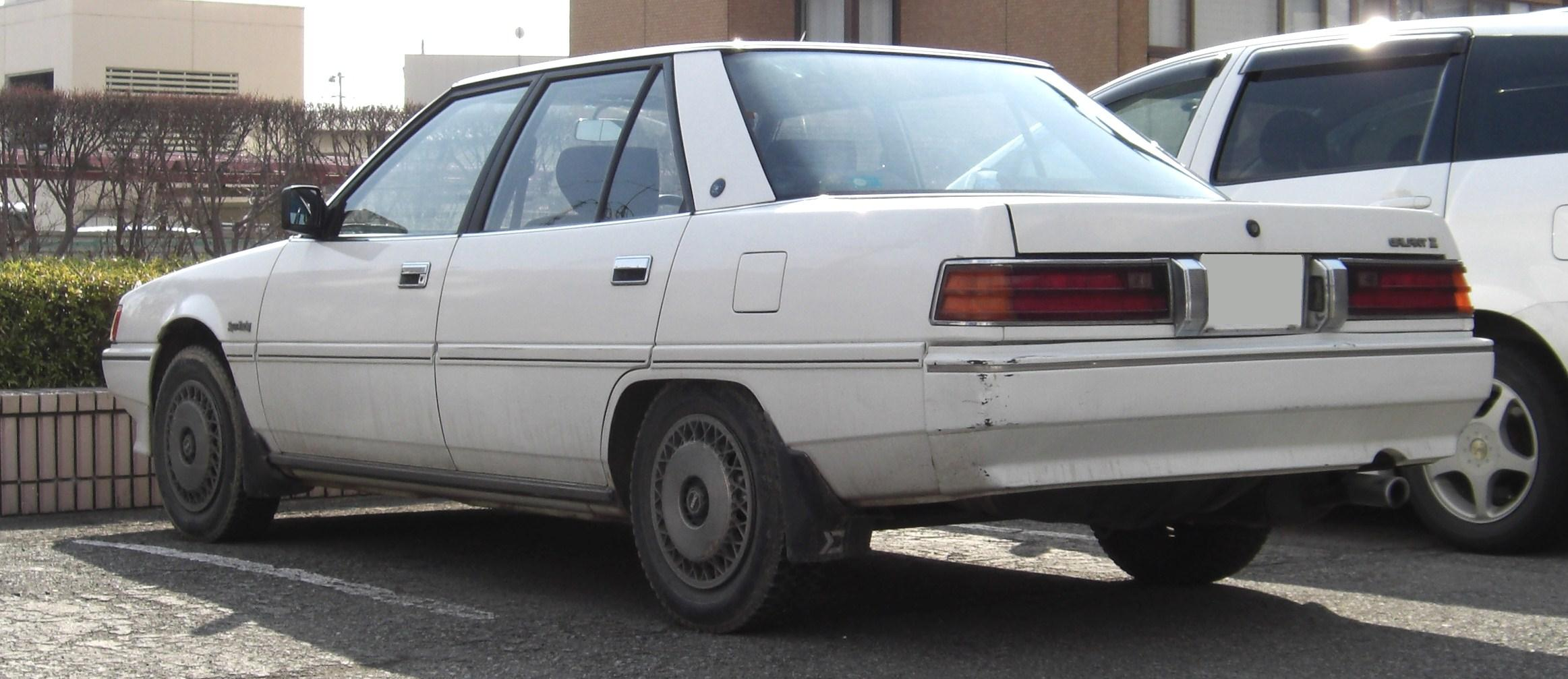
ギャランΣ
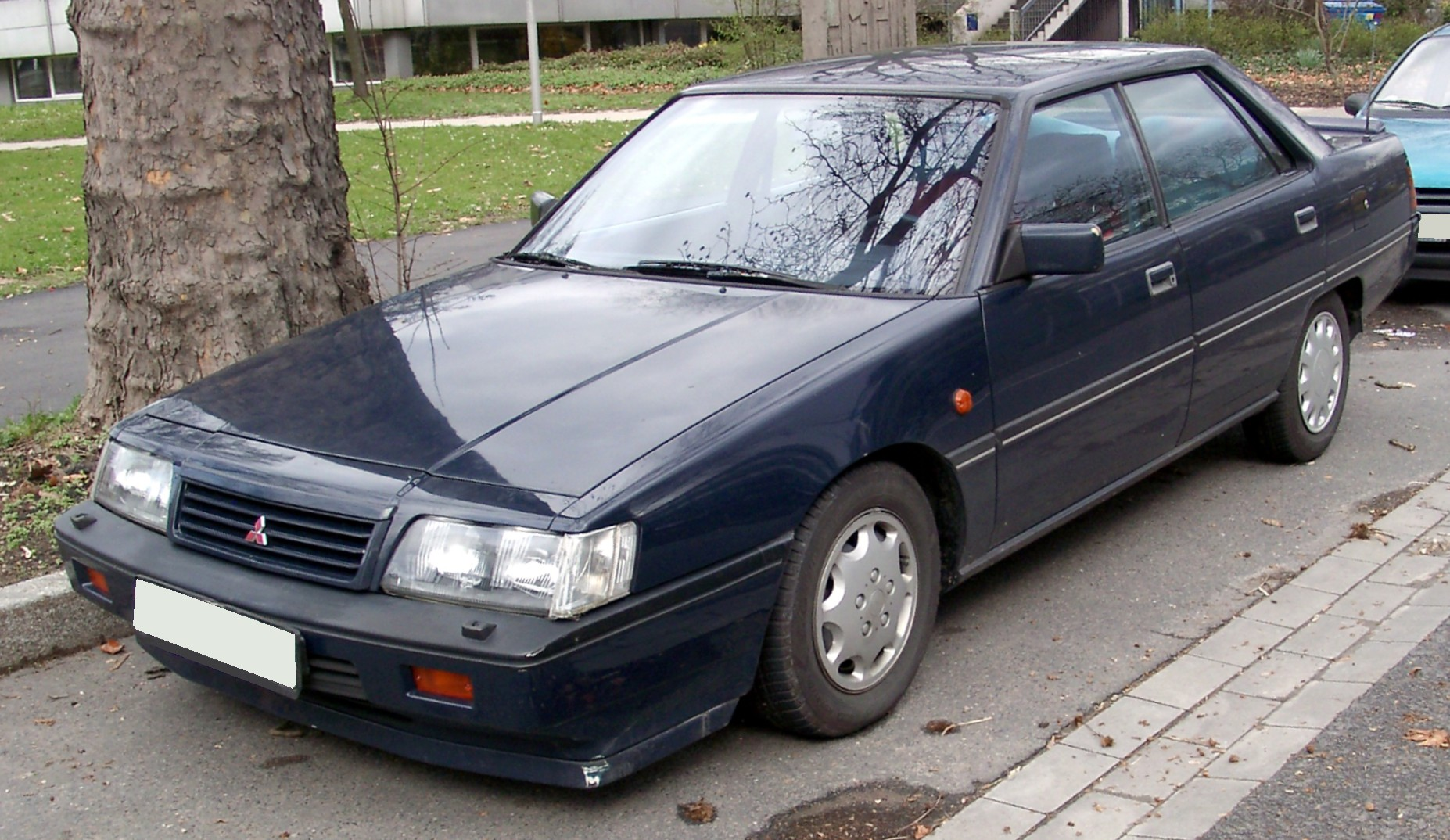
ハードトップ輸出版「Mitsubishi Sapporo」
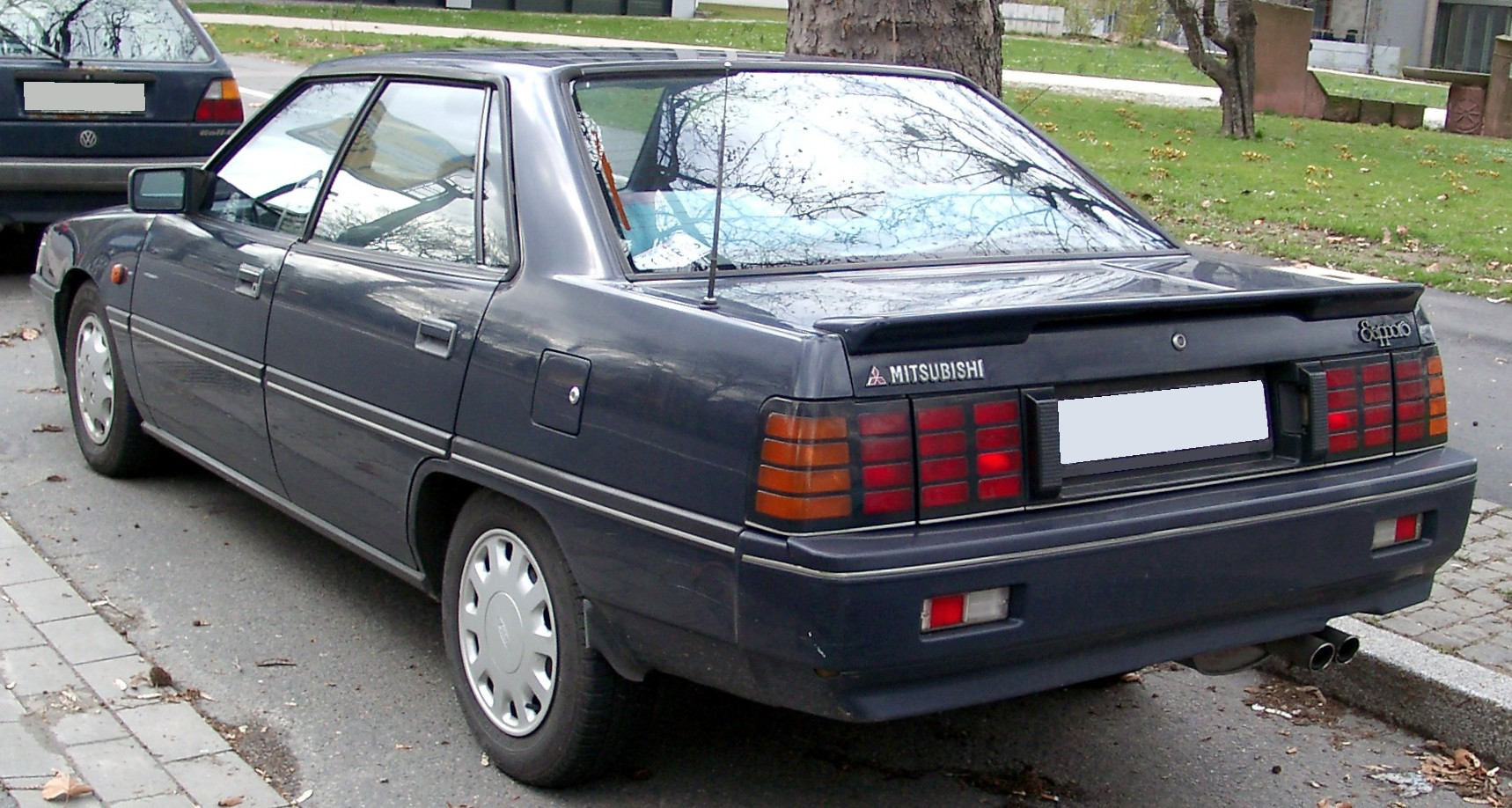
ハードトップ輸出版「Mitsubishi Sapporo」

## 6代目 (1987年 - 1992年) E31/32/33/38/39A型
1987年登場。Σのサブネームが取れ、2代目以来となる「ギャラン」の単独車名に回帰。スリーダイヤのエンブレムが復活した (トランクリッドにはMMCのエンブレムも残っている) 。G (グレ)、V (ヴィエント)、M (ミュウ)、4WD-V、と命名された4つのシリーズで構成されている。オーガニックフォルムと呼ばれるS字状のサイドビューと、久々に逆スラントノーズを復活させたのが特徴である。
トップグレードであるVR-4（E39A型）は三菱の看板車種として開発され、当時のハイテク装備 (4VALVE、4WD、4WS、4IS、4ABS) を「ACTIVE FOUR」と呼称してフル装備し、4G63型ターボエンジン（インタークーラー付き）を搭載して、直列4気筒としては当時最強のネット値205 PSを発生した。その後も初期205 ps→中期220 ps→後期240 psとマイナーチェンジ毎にパワーアップが図られた。マイナーチェンジで追加されたAT車は、小径ターボチャージャーをはじめとした異なるチューニングとなっており、最高出力は210 psに抑えられている。4G63型ターボエンジンと4WDシステムはランサーエボリューションに受け継がれ、年々進化していった。
VR-4は世界ラリー選手権 (WRC) のトップカテゴリーがグループAへ移行した時期と重なったことにより、競技ベース車としても用いられ、WRCでは篠塚建次郎による日本人初優勝を含む6度の優勝を獲得した。
VR-4以外のラインアップには、2.0 L DOHC16バルブ (4G63・140 PS)・1.8 L SOHC（4G37・ECI仕様94 PS/エレクトロ キャブレタ仕様85 PS)・1.8 Lディーゼルターボ (4D65T)・1.6 L SOHC (4G32・79 PS) などがある。カープラザ店で販売される姉妹車のエテルナは5ドアハッチバックセダンのみとなった（後に4ドアセダンも復活）。
マイナーチェンジ時に追加された「AMG」には、4G63NAエンジンをベースに、高速型中空カムシャフト、冷鍛製チタン合金リテーナ、ステム細軸化、ポート径拡大、ピストン変更、触媒排気抵抗低減、プレミアムガソリン仕様化などのチューニングを施し、さらに排気系の改良などが施された。このAMG専用エンジンは、NAという事もあってスペック上はVR-4に搭載されたT/C インタークーラ付仕様に及ばないものの、そのフィーリングは高く評価されている。また、このエンジンの各種パーツは、フォーミュラ・ミラージュにおいても使用された。また「VX」、「VX-S」には電子制御アクティブサスペンション「ECS」を採用していた (ECSはMX、AMG、Viento等にもメーカーオプションとして装着可能)。
開発途中まで、先代ギャランΣの延長線上にあるエクステリアデザインであったが、社内プレゼンテーションで「新鮮さに欠ける」との意見があがり、それまでインテリアを担当していた当時31歳の若手デザイナーが急遽2か月で仕上げ提案したモデルが採用された。非常にマッシブなスタイルであり、40歳代 - 50歳代からは拒否反応が強く、反面それ以下の世代からは強い支持があったための採用と言われている。スタイリッシュな4ドアハードトップ全盛の中での居住空間を重視した高い全高、巨大なメーターをはじめとして内外装ともに個性的なスタイリングであるとともに、現在では常識となったダイヤル式空調スイッチ、グリップ (把手) 式ドアアウターハンドル、親指以外の4本の指をスムーズに入れられる大型インサイドドアハンドルや赤外線式キーレスエントリーなど、他の日本車に先駆けて採用となったものも多く、きめ細かい使い勝手への配慮がうかがえる。
6代目ギャラン発表に際し、スタイリングを中心とした開発過程を纏めて書籍として発売しており、当時の三菱自動車の強い意気込みがうかがえる。メインセクションのS字断面スタイリング (三菱の定義ではオーガニックフォルム) は、その後の一部のアメリカ車などにも影響を与えた。ただし、この処理はギャラン以前に既にジョルジェット・ジウジアーロが1980年のコンセプトカー、「メドゥーサ」で用いている。
このギャランのデザインやメカニズムを基本とし、それ以降に発売されたミラージュやランサー、ミニカ、パジェロなどといった一連の三菱車がフルモデルチェンジしていった。
E39A型ギャランVR-4は1988年にグッドデザイン賞を受賞している。
クライスラーの北米戦略の一環として、カナダでは1989年にバッジエンジニアリングモデルの「ダッジ・2000GTX」を発売。1991年には新たに設立されたイーグルブランドに移管されて「イーグル・2000GTX」となり、1993年に後継となるイーグル・ビジョンが登場するまで販売された。
- 1987年10月16日 - 6代目ギャラン発表、同日よりFFシリーズ販売開始。2.0 Lの「MX」、「VX」、「VZ」、1.8 L ECIの「MS」、「VS」、1.8 Lキャブの「MF」、「GF」、1.6 Lの「ME」、「GE」、「G」がラインナップされた。
- 1987年12月 - 「2.0DOHC TURBO VR-4」「2.0DOHC VX-4」販売開始。同時にCMSC系クラブと一部有力ショップに、ラリー専用モデルとして「2.0DOHC TURBO VR-4 R」を100台限定で発売。スペック的にはVR-4 RS (翌年発売) と同等である。第8回日本カー・オブ・ザ・イヤーを受賞。
- 1988年3月 - 日本カー・オブ・ザ・イヤー受賞を記念して、ビスカスLSD、ブロンズガラス、記念エンブレム等を装備し、専用ボディーカラー (セルビアブラック) とした「VR-4 カー・オブ・ザ・イヤー特別仕様」を発売。また1800ターボディーゼル (4D65) を搭載した「1.8D TURBO MF」「1.8D TURBO GE」と、モータースポーツ用のベース車として装備を簡略化した「2.0DOHC TURBO VR-4 RS」を追加。
- 1988年10月 - 一部改良。塗色の追加、設定及び装備の見直し。2.0DOHC VXをベースに装備を充実、外観をVR-4と同一のエアロバンパーやカラードガーニッシュ等を装備した「2.0DOHC VX-S」、1.8ECIエンジン搭載の4WD「1.8i MS-4」「1.8i GS-4」を追加。
- 1989年4月 - 1.8 LモデルにDOHCエンジン (4G67) を搭載した「1.8DOHC Viento (ヴィエント)」「1.8DOHC MU EXTRA」、1.8 GFをベースに装備を充実させた「1.8 GF EXTRA」を追加。
- 1989年10月 - 全車マイナーチェンジを実施。バンパー組み込みフォグランプ付き大型バンパーを廉価モデル (1.6G 1.6GE 1.8D TURBO GE) を除き採用。VR-4にリクエストの多かったAT車を追加 (ただしATの耐久性の絡みで210 PSとなる)。VR-4のMT車は220 PSにパワーアップ。2.0DOHC車 (4G63NA) は145 psにパワーアップ。1.8i MSはエンジンをSOHC・ECIマルチ (4G37) からDOHC (4G67) に変更。4G63のNA仕様にAMGによるチューニングを施し、専用トランスミッション、専用内外装とした「2.0DOHC AMG」を追加。
- 1990年1月 - 1989年WRC RACラリー総合優勝を記念して、本革スポーツシート、シースルーヘッドレスト等を装備して、専用ボディーカラー (オニキスブラック) とした「2.0DOHC TURBO SUPER VR-4」を発売。
- 1990年4月 - 1.8i MS-4/1.8i GS-4にAT車を追加。
- 1990年10月 - 一部改良。VR-4の5MT車は240 PSにパワーアップ。タービンの変更、インタークーラーの大型化、ボンネットへのエアアウトレット装備等各種変更が行われている。2.0DOHC車 (4G63NA) はハイオク仕様となり160 psにパワーアップ。全車にサイドドアビームを標準装備。上級グレードにキーレスエントリ、運転席パワーシートを設定。ビスカスLSD、サンルーフ、専用デカール等を装備し、専用ボディカラー (オニキスブラック) とした「2.0DOHC TURBO VR-4 モンテカルロ」を発売。
- 1991年1月 - AMGチューンのエンジンとAMGデザインのアルミホイールはそのままにエクステリアをVR-4と同じものとして値段を下げた「2.0 DOHC AMGタイプII」と、1.8 MF/1.8DOHC MU EXTRAをベースに装備のグレードアップを図った「1.8 MU EXCEED」「1.8DOHC Viento EXCEED」を追加。
- 1991年6月 - 1.8 MU EXCEED/1.8DOHC Viento EXCEEDにオートエアコンを追加し、その他装備を見直して価格を引き下げた「1.8 EXE」「1.8DOHC EXE」と、4WS付きのE39A VR-4RSをベースに、AMGと同じシュロスシルバー色に塗られ、パワーウインドウやオートエアコン、電動リアスポイラーを装備した、「VR-4 Armed By RALLIART」を発売。

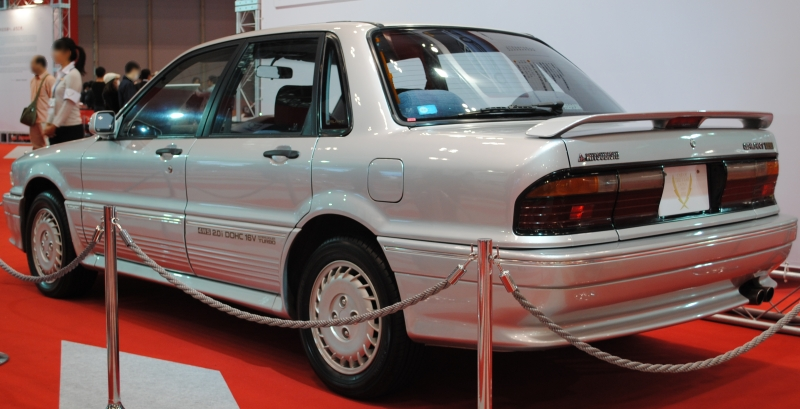
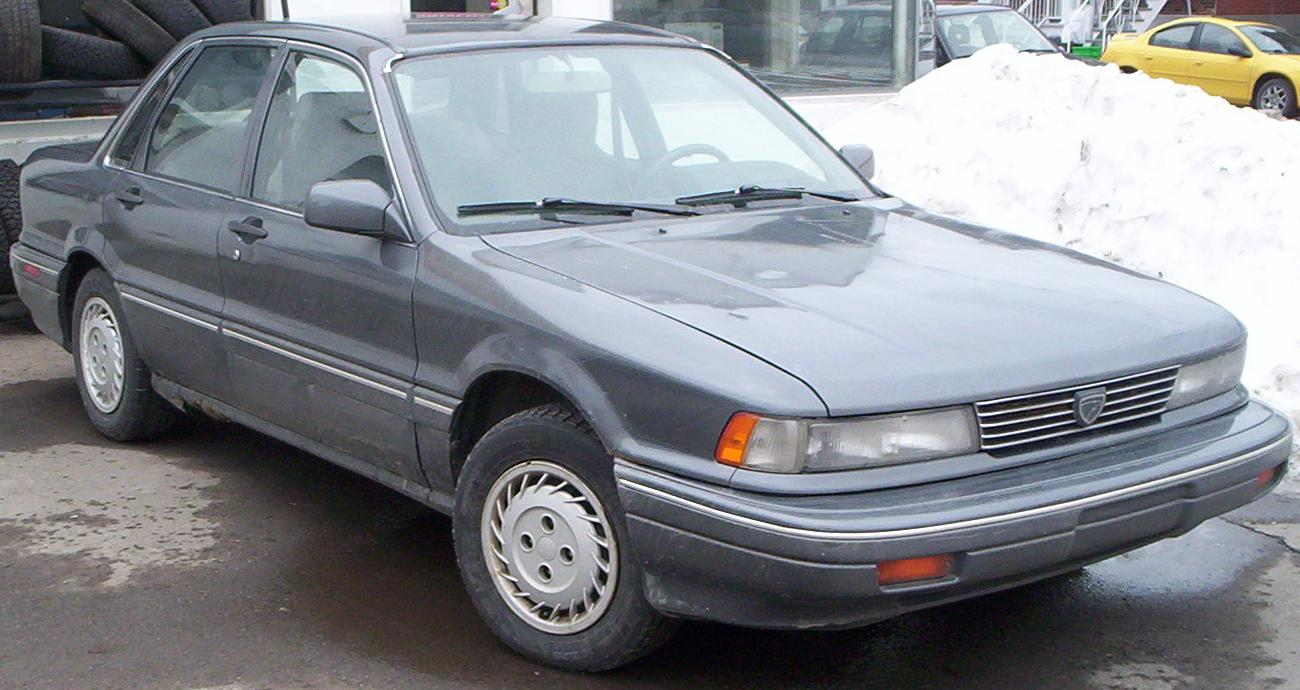
イーグル・2000GTX

## 7代目 (1992年 - 1996年) E52/53/54/64/72/84A型
- 1992年5月登場の「E50,E60,E70,E80系」ギャランは「E30系」から一転して丸みを帯びた3ナンバーボディに新開発の6A1系のV6エンジンを (V6SOHC24バルブが1.8 L6A11型135馬力と2.0 L 6A12型145馬力 6A12型V6DOHC24バルブがNA仕様170馬力とVR-4専用のターボ仕様) 主力として採用し、他に1.8 L 4気筒と2.0 LターボディーゼルがありV6エンジンのATにはファジイ制御を取り入れるなどされていた。

VR-4は6A12ツインターボのV6 2 LエンジンでMT車240 ps、AT車215 psとなった。
- 1993年10月 一部変更。トランクリッド左側のロゴがMMC→MITSUBISHIとなる。1.8 L 4気筒に省燃費仕様のMVV・2.0 L V6MIVECエンジン (200 PS) 搭載のVX-Rを追加。
- 1994年1月 廉価版の1800EXEを追加。
  - 9月 RV風5ドアハッチバックのギャランスポーツ登場。ヨーロッパ輸出用ギャラン5ドアに、RV風の装飾を施したモデルであり、GTの走りとRVの遊び心を併せ持つモデルとして販売された。エンジンはV6 2.0 L (6A12) でターボ付きの「スポーツGT」 (MTは240 PS、ATは215 PS。) と、NAの「スポーツ」 (SOHC 145 PS) の二種類。屋根上のルーフレールと大型トランクスポイラーが特徴。GTには大型のバンパーガードも装備されていた。当時、ステーションワゴンがブームであり、特に2.0 Lターボエンジン搭載のスバル・レガシィGTは大ヒット作となった。しかし当時の三菱のラインナップにはミドルクラスのワゴンが存在しておらず[注釈 5]販売面で苦戦していた。そこで輸出用のギャラン5ドアをベースにRV風味の意匠に仕立て、「ワゴン風味」としたのが当モデルである。
  - 10月 マイナーチェンジ。4気筒DOHC車を追加。
- 1995年5月には限定生産で25周年記念特別仕様車のヴィエントツーリングが追加された。

姉妹車としてカープラザ店向けにエテルナ、ハードトップのエメロードが設定されていた。また海外では、クライスラーブランドのシーラスやセブリング (初代)、ダッジブランドのストラトスやアベンジャー (初代) とのプラットフォームが共有されていた。6代目とは異なり、ギャランとエテルナでスタイリング面で完全に独立したモデルとされた。しかし、前モデルのマッシブなスタイリングが女性に不評だったとのマーケティングの結果と、空力追求のためのキャビン縮小から、没個性的で中庸なデザインとなり、商業的には失敗に終わる。
これまで設定されていた教習車仕様は、当モデルが3ナンバーになった事もあり、クラス下の5ナンバーのランサー (輸出仕様のバンパーを装着) に変更した。
ギャランスポーツは3万6131台が生産された。

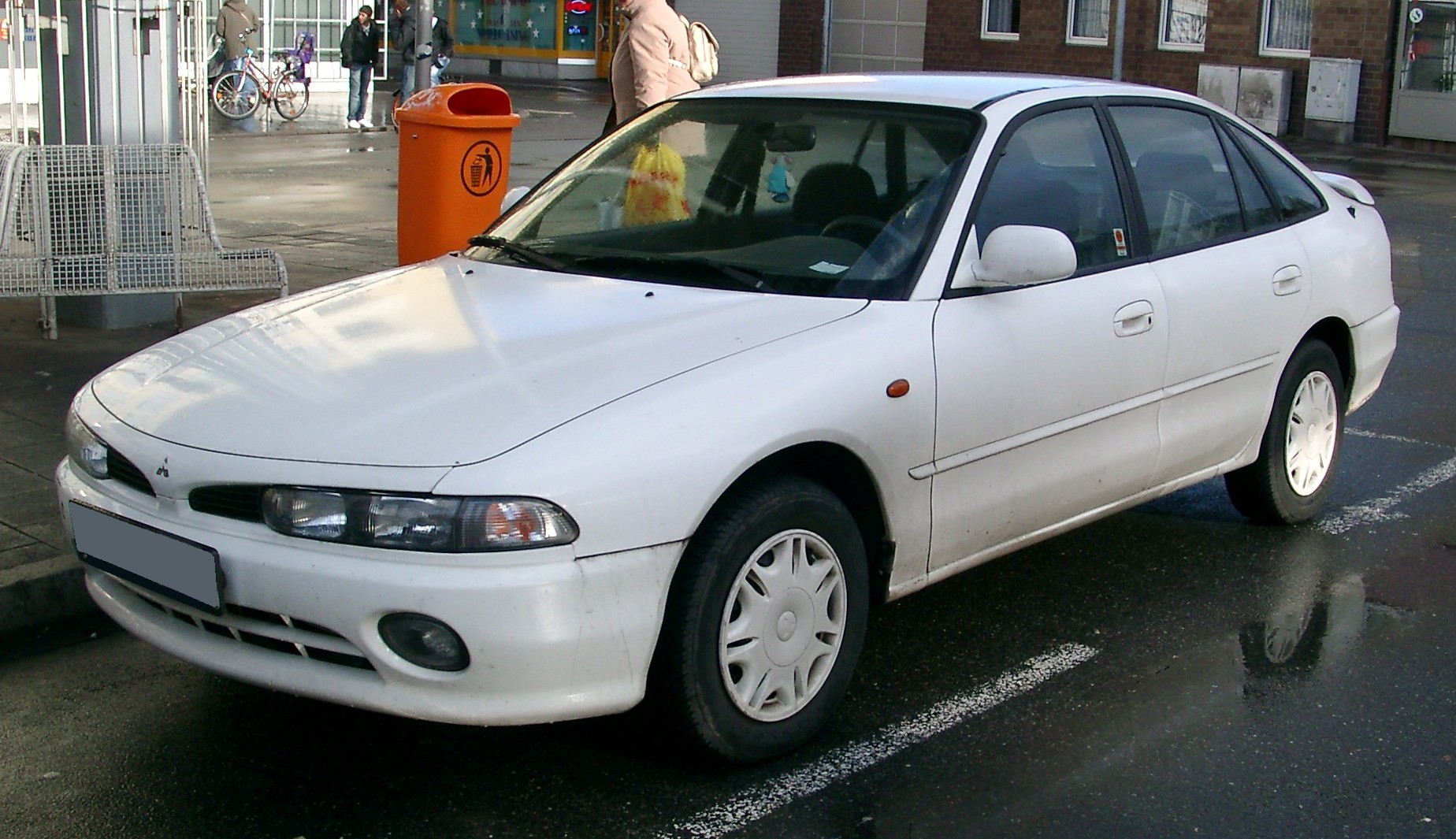
海外仕様ハッチバック (ギャランスポーツのベース)
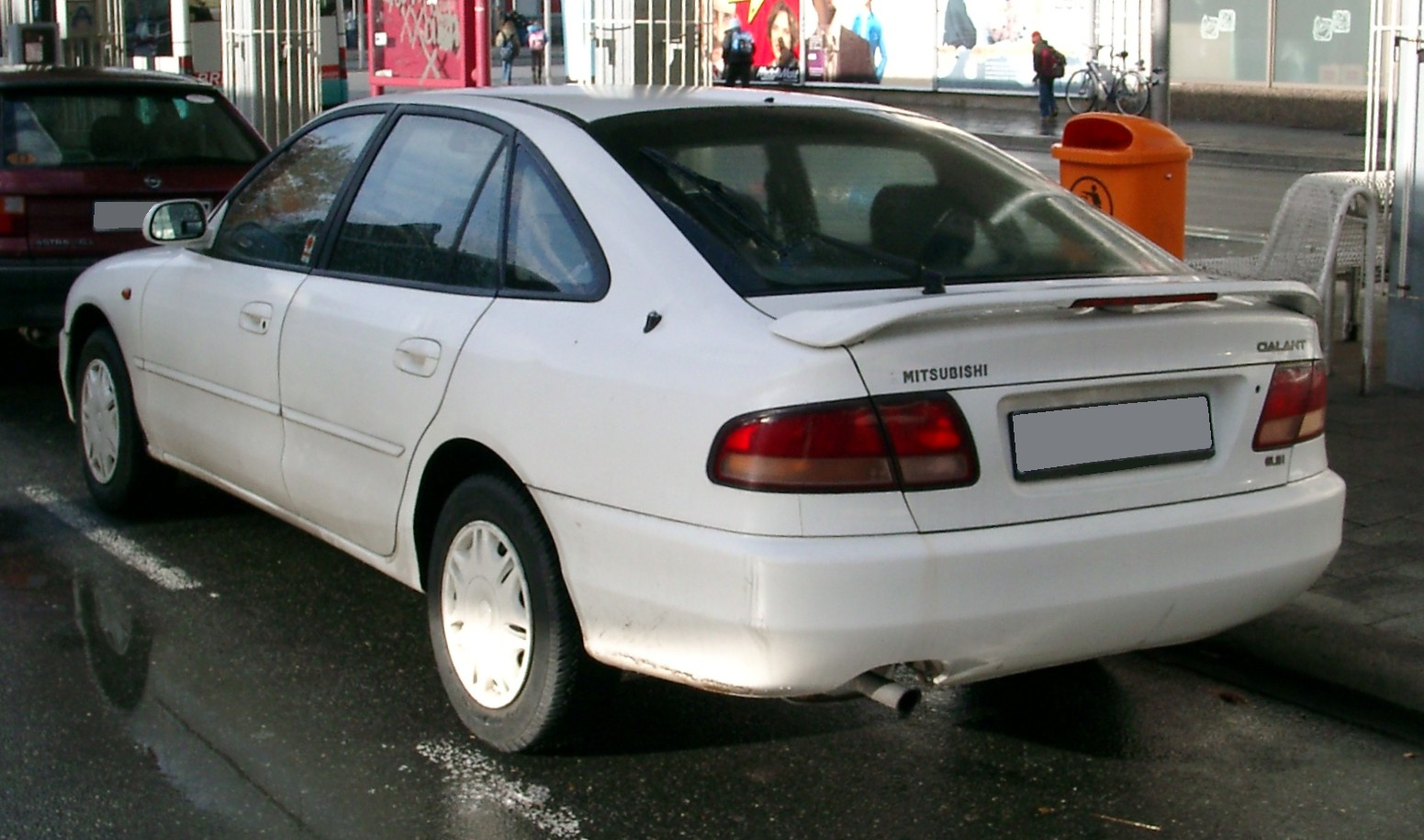
海外仕様ハッチバック (リア)

## 8代目 (1996年 - 2005年) EA1/7/EC1/3/7A型
- 1996年8月登場。「EA0/EC0系」は、世界で初めて量産車にガソリン直噴エンジンのGDIを搭載したVR-G/Viento系 (4G93 GDI) とスポーツセダングレードのVR-4を設定。VR-4は280 ps (type-S ATは260 ps) を発揮する2.5 L V6ツインターボ (6A13) を搭載する。AYC、ASCなどの当時の先進技術が投入された。「E30系」を彷彿とさせる逆スラントグリル、ランプに加え、フロントコーナーも斜めに切り落とした「ダイアモンドノーズカット」を採用した。1996年のカーオブザイヤーを受賞した。派生車種として、ステーションワゴン版となるレグナム、カープラザ店向けの姉妹車アスパイア (エテルナの後継車) が存在したが、レグナムは2002年8月に、アスパイアは2003年3月に廃止された。レグナムの生産台数は16万5016台[14]
- 同車には警察の捜査車両向けにスチールホイールや黒色ドアノブ&ミラーなど装備の質を落としたVE (受注生産) も存在する。当初は警察専用だったが後に市販された。GDIエンジン登場の初期で導入されたためにエンジン不具合が続出し、後にリコール隠しも発覚したために、これ以降三菱車が国費で大量導入されることはなくなった。また、警察の高速道路交通警察隊には一部VR-4を導入しているが全国で10台程度と非常に少ない。
- 1998年1月、VR-4 type-Sをベースに、専用大型エアロパーツ、ラリーアート製マフラー、MOMO製本革巻ステア、RECARO製バケットシート等のスポーツ装備を追加した特別限定車となるSUPER VR-4が限定800台で販売。カラーはハミルトンシルバーとパルマレッドの2色のみ。同じくレグナムにもSUPER VR-4が限定で販売。
- 1998年8月、マイナーチェンジ。外装ではフロントグリル、パンパー、ボンネット、テールランプの意匠を変更。内装ではシート地やメーターパネル内のGDIエコランプなどが変更された。2.4 L DOHC GDIの「24 Viento」追加。「VR-4」のATを280 psにパワーアップ、type-Sにはフレアホイールアーチがあるが、type-Vに関してはAYCは装備されていない。VXが廃止され、VEがカタログモデルに昇格した。
- 2000年5月、一部改良。1.8 Lシリーズを2 Lに換装し、「平成12年排出ガス規制」に適合。ボディーも強化され側面衝突性能を向上。一部グレードにチタン調センターコンソールパネルを採用。
- 2002年9月、「VR-4」が廃止され2 L DOHCに一本化。スポーツセダンとしてのギャランはここで一旦幕を閉じる。同時にヴィエントのアルミホイールを16インチに拡大。リアにもディスクブレーキを採用。
- 2005年11月15日、折からのセダン型乗用車需要の低迷を理由に、日本における中大型セダン市場からの撤退を決定し、同年12月にディアマンテと共に日本国内販売を終了。ギャランは日本国内市場における36年の歴史に幕を降ろすこととなった（後にギャランフォルティスとして一時的に復活）。

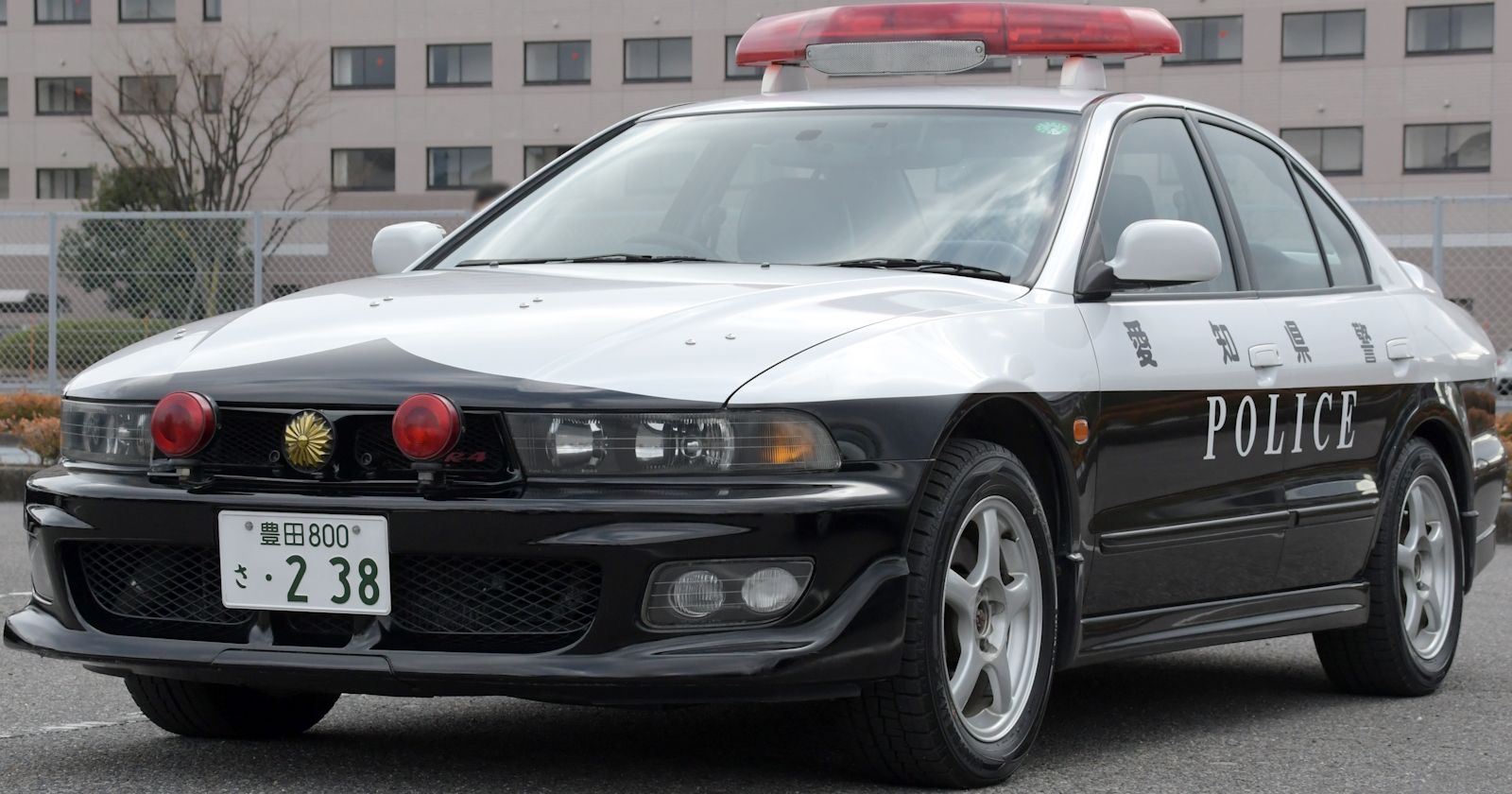
愛知県警に導入されたVR-4パトカー (後期型type-V)
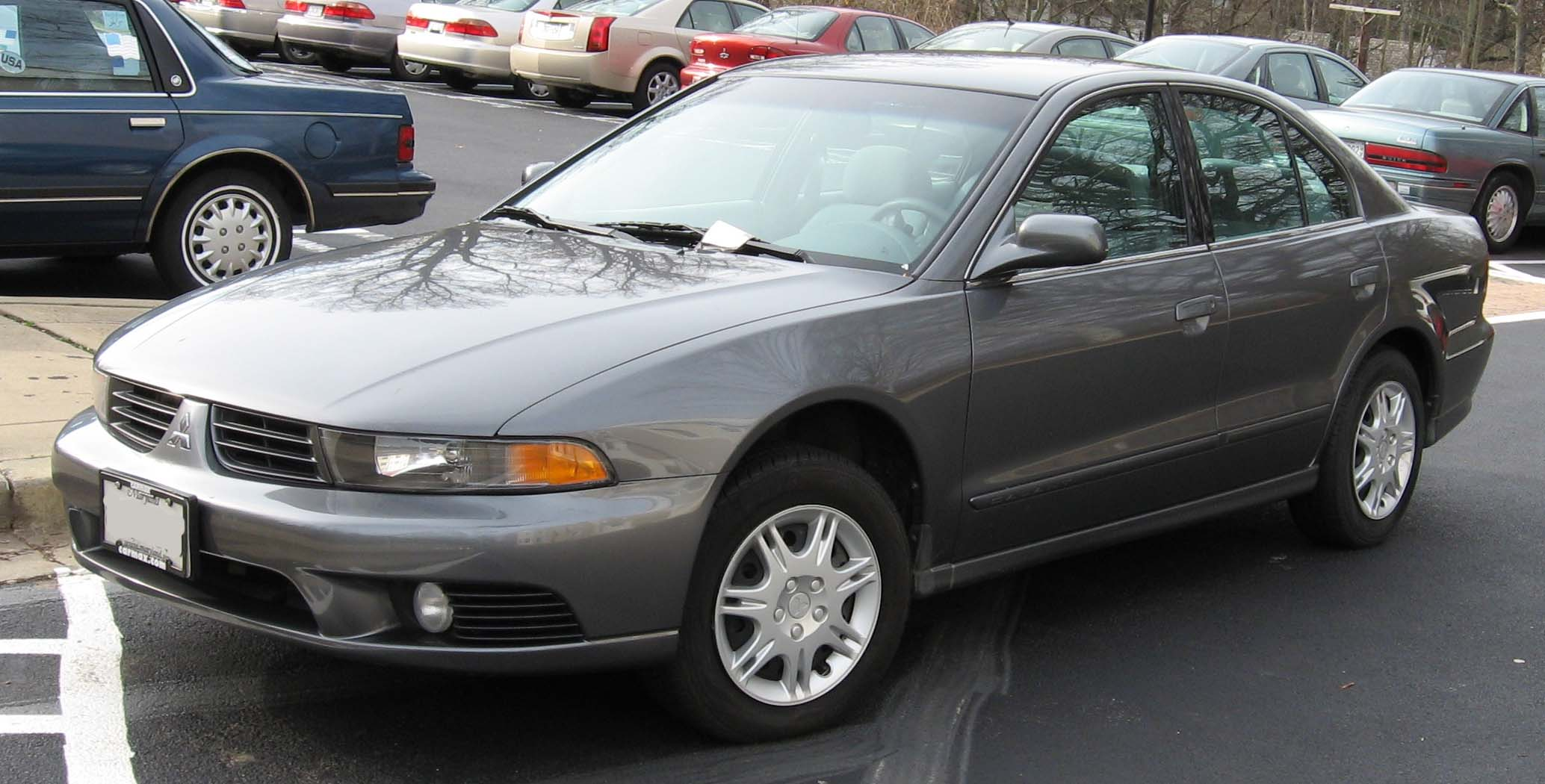
北米仕様
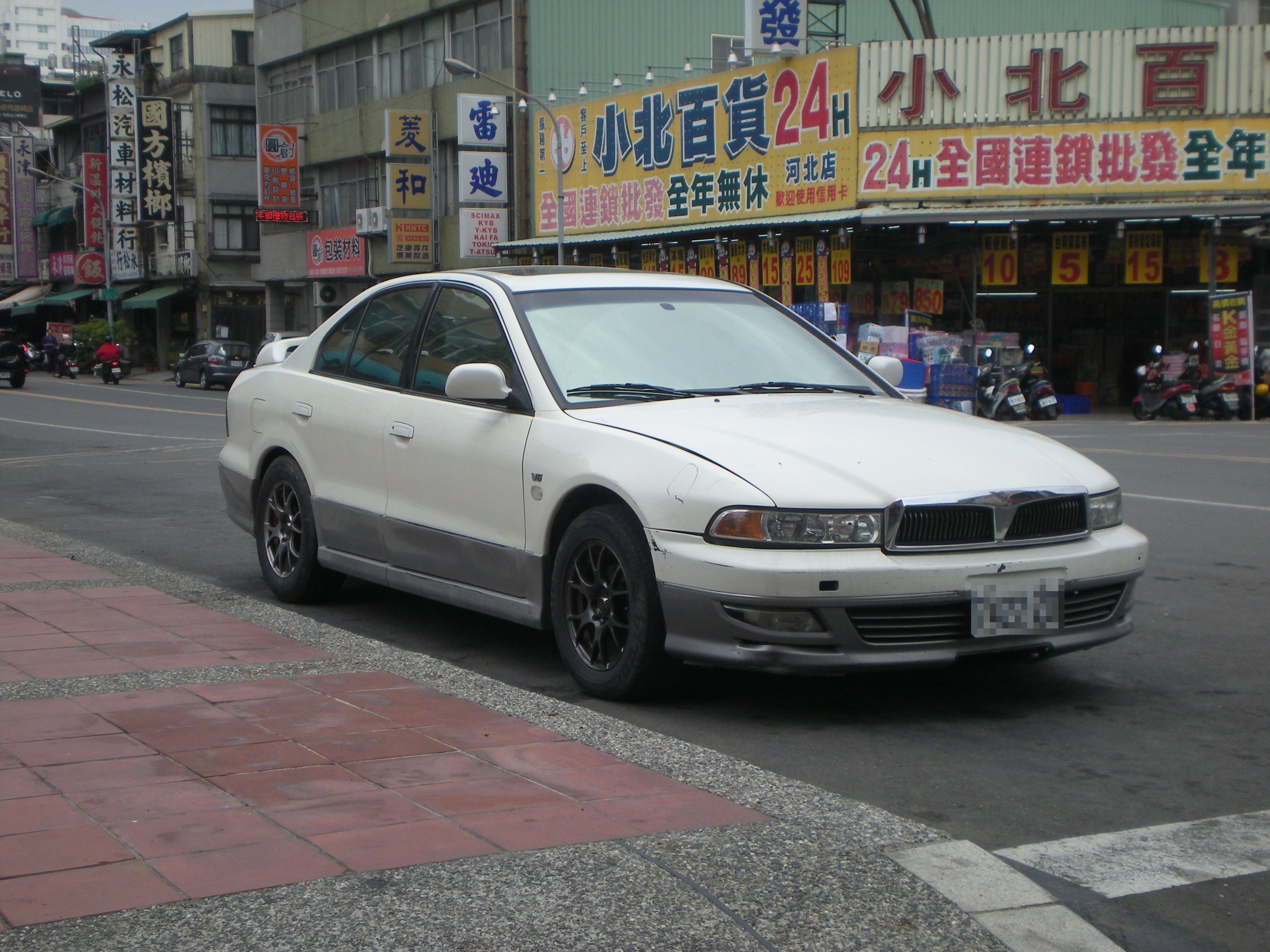
台湾仕様

## 9代目 (2003年 - 2013年)

### 北米仕様
- 2003年4月、ニューヨーク国際オートショー自動車ショーで発表。北米市場に特化した「プロジェクトアメリカ」 (全て三菱・PSプラットフォームを使用) シリーズの第二弾として開発が進められた。ボディサイズ、エンジンとも大型化された。
- 2006年、ロシアや中東諸国への輸出を開始。北米での販売台数が期待ほどには伸びなかったため米国工場の稼働率を向上させる狙いもある。また、これにあわせて小規模なフェイスリフトを行い、フロントグリルの意匠が変更された。
- 2008年2月、再びフェイスリフトが行われシカゴオートショーで発表された。リアセクションが大幅に変更されている。
- 2011年1月、中期経営計画の「ジャンプ2013」を発表。その中で、販売不振が続く北米事業を立て直すため、2014年までに北米専用車を全て廃止すると宣言した。
- 2012年12月11日、エクリプスと同時に生産を終了し、北米での販売を年内に終了する事が発表された。
- 2013年2月、6G75型V6・SOHC24バルブエンジンを搭載する3.8 Lモデルが販売終了。以後は4G69型直4・SOHC16バルブMIVECエンジンを搭載する2.4 Lモデルの在庫分のみの販売となる。
- 2013年12月、販売終了。

### アジア仕様 (ギャラングランダー/グランダー)
台湾では三菱自動車のビジネスパートナーである中華汽車が2004年12月に「ギャラングランダー」 (Galant Grunder) の名称で発表した。開発は中華汽車亜州技術研発中心 (CARTEC) で行われ、内外装がベースの北米仕様車から大幅に変更された。グランダーは2006年1月にはフィリピンへの輸出が開始され、同年11月には中国の東南汽車でも「ギャラン」 (戈藍) として製造・販売が開始された。
エンジンは直4 2.4 Lが搭載される。中国のみ後に2.0 L搭載車も追加された。
2007年12月にフェイスリフトが行われて富士山グリル (いわゆるブーレイ顔)が廃止された。この時にカタログ表記上は「グランダー」となったが、エンブレムは従来通り「GALANT Grunder」と表記されている。2009年にはタクシー向け専用モデルが追加された。
2013年6月時点で、台湾では既に販売が終了した模様である。その後も中国の東南汽車では2015年まで年産数百台規模で少量が生産されていた。

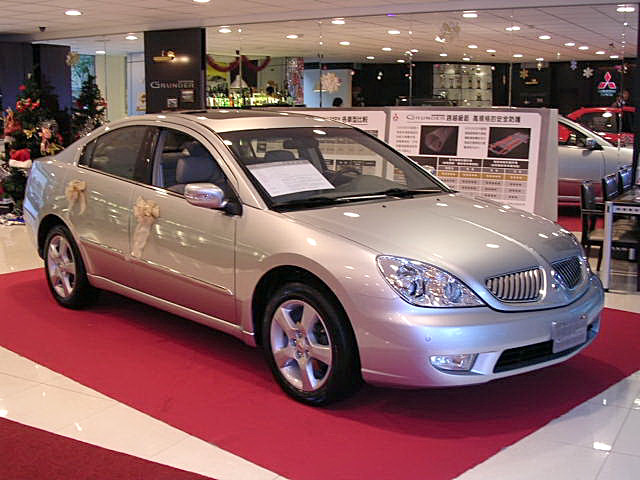
ギャラングランダー (2005年モデル)

### 豪州仕様 (380)
オセアニアでは、前後デザインを若干修正したものが「三菱・380」として発表された。それまでのマグナ/ベラーダの後継車種である。アデレード工場で生産されていたが同工場の閉鎖に伴い、2008年限りで販売打ち切りとなった。

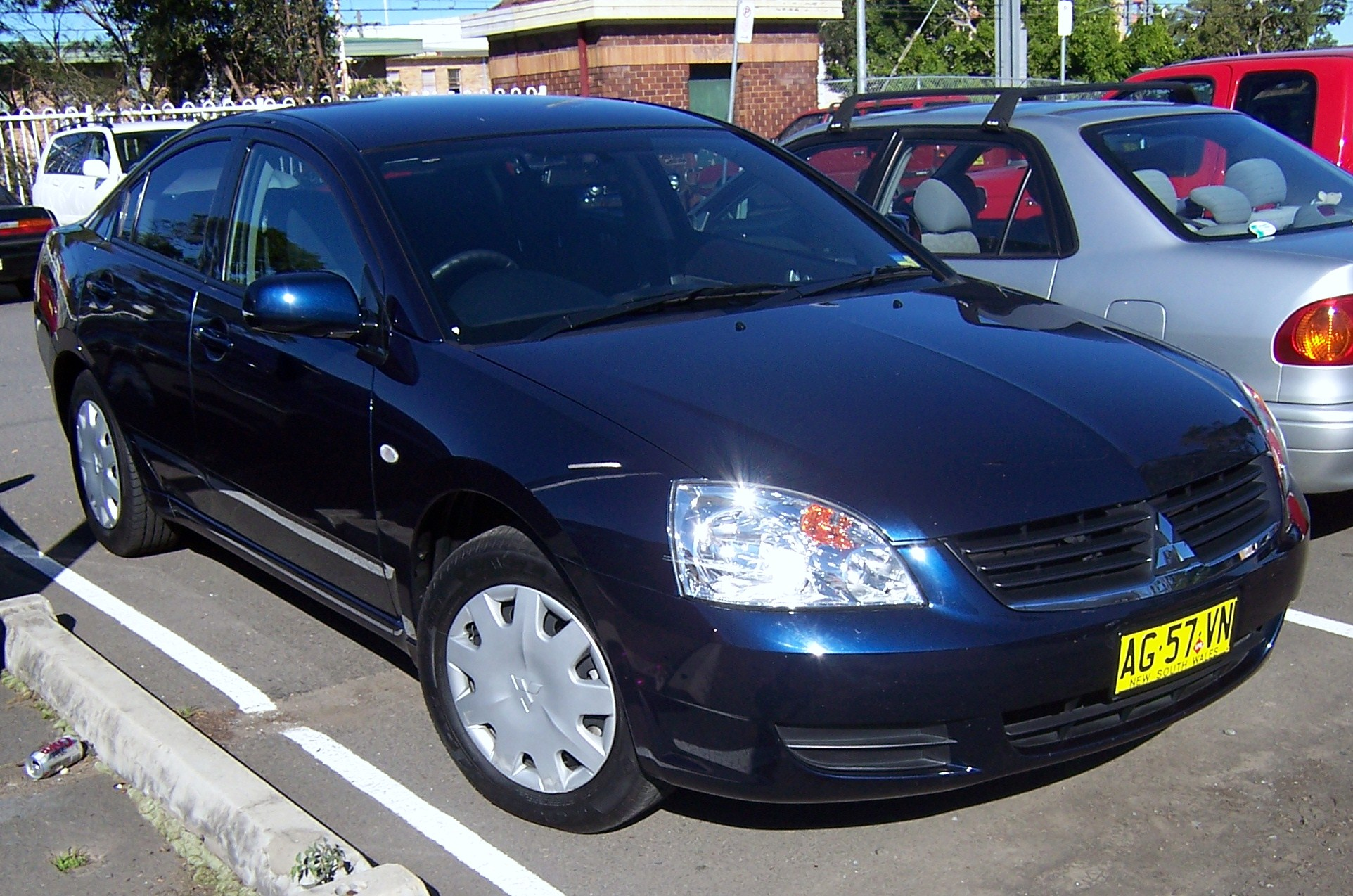
三菱・380 (フロント)
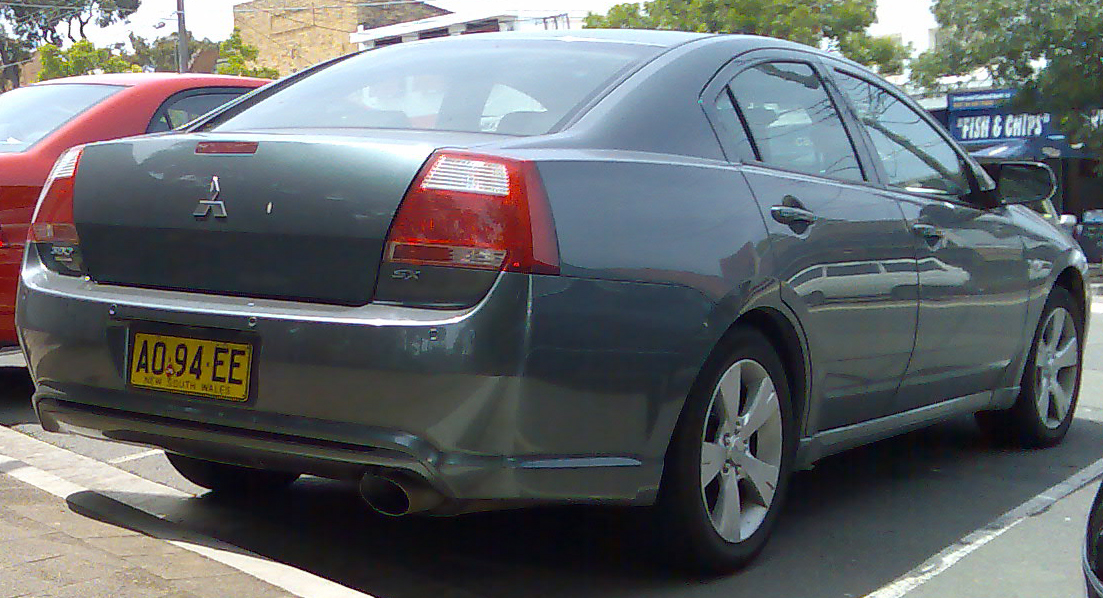
三菱・380 (リア)

### ギャランフォルティス (2007年 - 2015年)

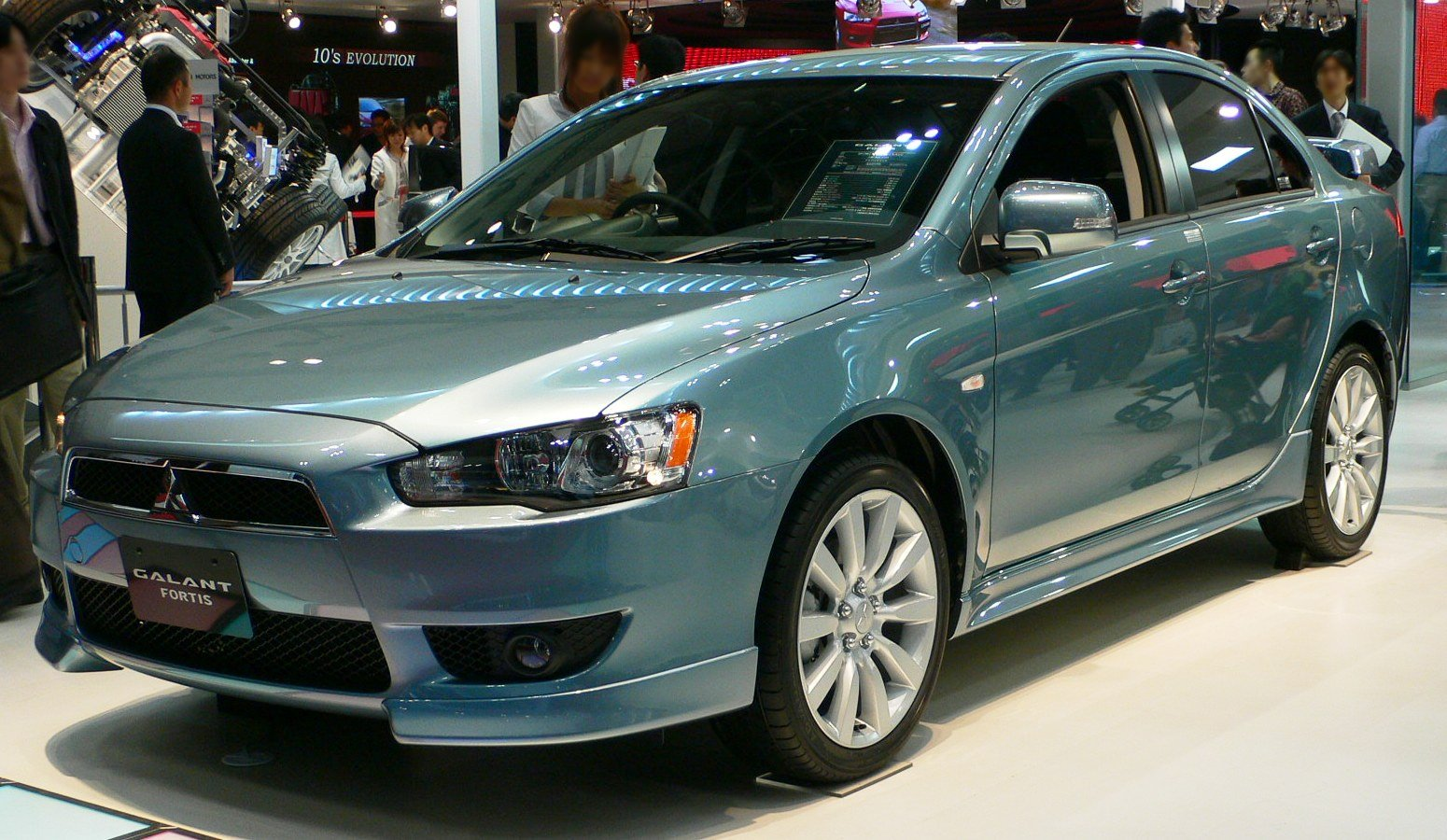
ギャランフォルティス

## 10代目 (2015年 - 2017年)
- 2015年8月、GHKモータースはブルネイでランサースポーツバック (日本名：ギャランフォルティススポーツバック) をギャランとして販売[17]。このギャランは、18インチアルミホイールにラリーアートスタイルのフロントグリル、サイドスカート、リアスポイラー、スポーツフロントシートが装備されていた。
- 2017年8月、ランサーセダンと競合したこともあり販売台数が低迷。生産を終了した。

## 派生車
- 三菱・ギャランΛ
- 三菱・ギャランGTO
- 三菱・ギャランクーペFTO
- 三菱・エテルナ
- 三菱・レグナム
- 三菱・エメロード
- 三菱・エクリプス
- クライスラー・セブリングクーペ
- ダッジ・アベンジャー

## 車名の由来
- 「GALANT」は、フランス語で「勇ましい、華麗な」などを意味する[18]。
- 「Σ」は、ギリシャ語のアルファベット18番目の文字である。本来の意味ではないが、ギャランにおいては「あらゆる面での良さを集大成した理想的なセダン」という意味で付けられた[19]。